# Institut für Pharmakologie (DAW)
Das Institut für Pharmakologie der Deutschen Akademie der Wissenschaften zu Berlin (DAW) war in der Deutschen Demokratischen Republik (DDR) ein außeruniversitäres Forschungsinstitut mit Sitz in Berlin-Buch.
Es entstand am 1. Oktober 1961 aus dem Bereich Pharmakologie des 1947 in Buch gegründeten Instituts für Medizin und Biologie. Als  Direktor des Instituts für Pharmakologie fungierte Friedrich Jung, der am Institut für Medizin und Biologie bereits Bereichsleiter gewesen war. Schwerpunkte der Forschung am Institut für Pharmakologie waren Untersuchungen an Erythrozyten und Hämoglobinen, enzymologische Arbeiten insbesondere zu Monooxygenasen sowie die Wirkstoffchemie von Peptiden.
Mit Wirkung vom 1. Januar 1972 entstand aus dem Institut sowie den Akademie-Instituten für Biochemie, für Biophysik und für Zellphysiologie das Zentralinstitut für Molekularbiologie (ZIM), dessen Leitung ebenfalls Friedrich Jung übernahm. Aus dem ZIM sowie den ebenfalls in Berlin-Buch ansässigen Zentralinstituten für Krebsforschung und für Herz-Kreislaufforschung ging nach der deutschen Wiedervereinigung mit Beginn des Jahres 1992 das Max-Delbrück-Centrum für Molekulare Medizin hervor.